# Alessandro Fortis
Alessandro Fortis (Forlì, 16 de setembro de 1842 — Roma, 4 de dezembro de 1909) foi um político italiano. Ocupou o cargo de primeiro-ministro da Itália entre 28 de março de 1905 até 8 de fevereiro de 1906.